# Покровка (Бековский район)
Покро́вка — село Пяшинского сельсовета Бековского района Пензенской области.

## География
Село расположено в западной части Бековского района на реке Пяше. Расстояние до административного центра сельсовета села Пяша — 1 км, до районного центра рп Беково — 35 км.

## История
По исследованиям историка-краеведа Полубоярова М. С., село основано в начале XVIII века в составе Завального стана Пензенского уезда капитаном Осипом Степановичем Засецким как сельцо Покровское (Засецкое, Пяша), в то же время построен храм во имя Покрова Пресвятой Богородицы. В 1747 году состояло из 2 населённых пунктов: деревни Траханиотова лейтенанта морского флота Николая Ивановича Траханиотова — 30 ревизских душ; села Покровское (Засецкое), принадлежавшее нескольким владельцам: бывшему подьячему Ананию Борисовичу Немцову с 27 ревизскими душами; полковнику Ивану Степановичу Игнатьеву с 258 душами — приданое жены Прасковьи Ивановны от отца Ивана Осиповича Засецкого; прапорщику Ивану Осиповичу Засецкому с 23 ревизскими душами; всего 338 ревизских душ. В 1780 году — в составе Сердобского уезда Саратовской губернии. В 1795 году село состояло из двух селений — села Покровское (Засецкое, Пяша), 133 двора, 654 ревизских души и деревни Траханиотова, 18 дворов, 57 ревизских душ, которые принадлежали генерал-майору Якову Даниловичу Мерлину и его супруге Наталье Васильевне. В 1800 году село Покровское с сельцом Поливановкой и деревней Яковлевкой принадлежали генерал-майору Якову Даниловичу Мерлину (224 ревизских души), помещице Анастасии Васильевне Исаевой (17 ревизских душ), княжне Аксинье Ивановне Тяпкиной(20 ревизских душ), ротмистру Михаилу Львовичу Малахову (15 ревизских душ), прапорщику Фёдору Львовичу Малахову (14 ревизских душ). В 1859 году — владельческое село Покровское (Засецкое) при речке Пяше, 114 дворов, число жителей всего — 766, из них — 366 мужского пола, 400 — женского, имелись церковь, мельница. В 1860 году село Покровское (314 крепостных душ мужского пола, 75 дворов) и посёлок Траханиотова (65 крепостных душ мужского пола, 17 дворов) показаны за помещицей Марией Петровной Бреверн. На 1877 год – в Пяшинской волости Сердобского уезда. В 1911 году — село Пяша (Покровское), центр Пяшинской волости Сердобского уезда, имелись церковь, церковно-приходская школа, земская школа, больница; 186 дворов, число душ всего — 1212, из них мужского пола — 585, женского — 627; площадь посевов у крестьян всего — 811 десятин, из них на надельной земле — 611 десятин, на купленной — 22 десятины, на арендованной — 178, имелось 20 железных плугов, 2 сеялки, 2 молотилки, 3 веялки. До 17 марта 1924 года — центр Покровского сельсовета Пяшинской волости, на 14 июня 1924 года — в составе Пяшинского сельсовета Пяшинской волости, на 20 июля 1927 года — в Ананьинском сельсовете Пяшинской волости, на 12 июля 1928 года — в Пяшинском сельсовете Бековского района Балашовского округа Нижне-Волжского края (с 30 июля 1930 года Балашовский округ упразднён, район вошёл в Нижне-Волжский край). 4 февраля 1939 года село вошло в состав вновь образованной Пензенской области. В 1955 году — в составе Пяшинского сельсовета Бековского района, располагалась бригада колхоза имени Ворошилова, в 1968 году — отделение, а затем центральная усадьба совхоза «Пяшинский».

## Население
На 1 января 2004 года — 300 хозяйств, 791 житель; в 2007 году — 752 жителя. Численность населения на 1 января 2011 года составила 736 человек.
| Численность населения, чел. | Численность населения, чел. | Численность населения, чел. | Численность населения, чел. | Численность населения, чел. | Численность населения, чел. | Численность населения, чел. | Численность населения, чел. | Численность населения, чел. | Численность населения, чел. | Численность населения, чел. | Численность населения, чел. | Численность населения, чел. | Численность населения, чел. | Численность населения, чел. | Численность населения, чел. |
| 1719                        | 1747                        | 1795                        | 1859                        | 1877                        | 1897                        | 1911                        | 1926                        | 1939                        | 1959                        | 1979                        | 1989                        | 1996                        | 2004                        | 2007                        | 2010                        |
| --------------------------- | --------------------------- | --------------------------- | --------------------------- | --------------------------- | --------------------------- | --------------------------- | --------------------------- | --------------------------- | --------------------------- | --------------------------- | --------------------------- | --------------------------- | --------------------------- | --------------------------- | --------------------------- |
| 17                          | ↗676                        | ↘450                        | ↗766                        | ↘765                        | ↗1097                       | ↗1212                       | ↗1574                       | ↘942                        | ↘759                        | ↗987                        | ↘812                        | ↗899                        | ↘791                        | ↘752                        | ↘736                        |

## Инфраструктура
В селе имеются средняя школа, дом культуры, врачебная амбулатория, магазин, отделение Сбербанка России. Село газифицировано, имеется централизованное водоснабжение.
Через село проходит автодорога регионального значения с асфальтовым покрытием на село Пяша, соединяющая село с трассой «Тамбов — Пенза».

## Улицы
- Базарная;
- Больничная;
- Дегтярёвка;
- Дружбы;
- Дубровина;
- Елшанка;
- Заречная;
- Засецкая;
- Молодёжная;
- Садовая;
- Совхозная;
- Школьная;
- Шуинка.